# Belgische kampioenschappen indoor atletiek
De Belgische kampioenschappen indoor atletiek zijn nationale kampioenschappen indoor voor alle categorieën senioren. Ze worden georganiseerd onder auspiciën van de Koninklijke Belgische Atletiekbond. Belgische atleten strijden jaarlijks voor de nationale titels op diverse atletiekdisciplines. De Belgische indoor kampioenschappen meerkamp en aflossingen worden op een ander moment gehouden.

## Lijst
| Jaar | Datum       | Plaats                                        | Uitslagen |
| ---- | ----------- | --------------------------------------------- | --------- |
| 1989 | 29 januari  | Hall omnisports du Pas-de-Calais, Liévin      | Uitslagen |
| 1990 | 11 februari | Topsporthal Vlaanderen, Gent                  | Uitslagen |
| 1991 | 24 februari | Topsporthal Vlaanderen, Gent                  | Uitslagen |
| 1992 | 16 februari | Topsporthal Vlaanderen, Gent                  | Uitslagen |
| 1993 | 7 februari  | Topsporthal Vlaanderen, Gent                  | Uitslagen |
| 1994 | 6 februari  | Topsporthal Vlaanderen, Gent                  | Uitslagen |
| 1995 | 5 februari  | Topsporthal Vlaanderen, Gent                  | Uitslagen |
| 1996 | 4 februari  | Topsporthal Vlaanderen, Gent                  | Uitslagen |
| 1997 | 9 februari  | Topsporthal Vlaanderen, Gent                  | Uitslagen |
| 1998 | 1 februari  | Topsporthal Vlaanderen, Gent                  | Uitslagen |
| 1999 | 14 februari | Topsporthal Vlaanderen, Gent                  | Uitslagen |
| 2000 | 6 februari  | Topsporthal Vlaanderen, Gent                  | Uitslagen |
| 2001 | 18 februari | Topsporthal Vlaanderen, Gent                  | Uitslagen |
| 2002 | 17 februari | Topsporthal Vlaanderen, Gent                  | Uitslagen |
| 2003 | 16 februari | Topsporthal Vlaanderen, Gent                  | Uitslagen |
| 2004 | 22 februari | Topsporthal Vlaanderen, Gent                  | Uitslagen |
| 2005 | 20 februari | Topsporthal Vlaanderen, Gent                  | Uitslagen |
| 2006 | 19 februari | Topsporthal Vlaanderen, Gent                  | Uitslagen |
| 2007 | 18 februari | Topsporthal Vlaanderen, Gent                  | Uitslagen |
| 2008 | 17 februari | Topsporthal Vlaanderen, Gent                  | Uitslagen |
| 2009 | 22 februari | Topsporthal Vlaanderen, Gent                  | Uitslagen |
| 2010 | 21 februari | Topsporthal Vlaanderen, Gent                  | Uitslagen |
| 2011 | 20 februari | Topsporthal Vlaanderen, Gent                  | Uitslagen |
| 2012 | 26 februari | Topsporthal Vlaanderen, Gent                  | Uitslagen |
| 2013 | 17 februari | Topsporthal Vlaanderen, Gent                  | Uitslagen |
| 2014 | 15 februari | Topsporthal Vlaanderen, Gent                  | Uitslagen |
| 2015 | 21 februari | Topsporthal Vlaanderen, Gent                  | Uitslagen |
| 2016 | 20 februari | Topsporthal Vlaanderen, Gent                  | Uitslagen |
| 2017 | 18 februari | Topsporthal Vlaanderen, Gent                  | Uitslagen |
| 2018 | 17 februari | Topsporthal Vlaanderen, Gent                  | Uitslagen |
| 2019 | 17 februari | Topsporthal Vlaanderen, Gent                  | Uitslagen |
| 2020 | 16 februari | Topsporthal Vlaanderen, Gent                  | Uitslagen |
| 2021 | 20 februari | Hall d'athlétisme de Blocry, Louvain-la-Neuve | Uitslagen |
| 2022 | 26 februari | Hall d'athlétisme de Blocry, Louvain-la-Neuve | Uitslagen |
| 2023 | 19 februari | Topsporthal Vlaanderen, Gent                  | Uitslagen |
| 2024 | 18 februari | Hall d'athlétisme de Blocry, Louvain-la-Neuve | Uitslagen |
| 2025 | 23 februari | Topsporthal Vlaanderen, Gent                  | Uitslagen |